# Lista zabytków w Xewkiji
To jest lista zabytków w miejscowości Xewkija na wyspie Gozo, Malta, które są umieszczone na liście National Inventory of the Cultural Property of the Maltese Islands.

## Lista
| Nazwa zabytku                                                   | Lokalizacja                                             | Współrzędne                                   | Nr na liście NICPMI | Zdjęcie |
| --------------------------------------------------------------- | ------------------------------------------------------- | --------------------------------------------- | ------------------- | ------- |
| Nisza św. Józefa                                                | Pjazza San Ġwann Battista / 2 Triq San Bert             | 36°01′55,7″N 14°15′40,3″E/36,032143 14,261188 | 01044               |         |
| Kościół parafialny pw. św. Jana Chrzciciela                     | Pjazza San Ġwann Battista                               | 36°01′53,9″N 14°15′39,7″E/36,031648 14,261017 | 01045               |         |
| Nisza św. Katarzyny                                             | Triq Santa Katarina / Triq Tal-Ħamrija                  | 36°02′02,0″N 14°15′30,0″E/36,033878 14,258325 | 01046               |         |
| Nisza św. Jana Chrzciciela                                      | Triq Santa Katarina (naprzeciw Triq San Ġwann Battista) | 36°02′00,9″N 14°15′30,0″E/36,033594 14,258337 | 01047               |         |
| Nisza św. Jana Chrzciciela                                      | "Joannes", 71 Triq Hamsin                               | 36°01′55,7″N 14°15′20,6″E/36,032151 14,255714 | 01048               |         |
| Nisza Niepokalanego Poczęcia                                    | 121 Triq San Ġwann Battista                             | 36°02′01,2″N 14°15′27,4″E/36,033668 14,257617 | 01049               |         |
| Pusta nisza                                                     | Triq Sansun / Triq Mikelanġ Sapiano                     | 36°02′00,7″N 14°15′10,4″E/36,033517 14,252892 | 01050               |         |
| Nisza św. Jana Chrzciciela                                      | Triq San Ġwann Battista / Triq Tal-Ħamrija              | 36°02′04,1″N 14°15′08,9″E/36,034473 14,252461 | 01051               |         |
| Nisza św. Jana Chrzciciela                                      | 16 Triq il-Mitħna                                       | 36°02′07,4″N 14°15′36,5″E/36,035397 14,260131 | 01052               |         |
| Nisza Matki Boskiej Bolesnej                                    | 3 Triq il-Mitħna                                        | 36°02′08,6″N 14°15′37,2″E/36,035726 14,260334 | 01053               |         |
| Nisza Matki Bożej Dusz Czyśćcowych                              | 2 Triq il-Mitħna (wiatrak) / Triq L-Imġarr              | 36°02′09,5″N 14°15′37,2″E/36,035986 14,260332 | 01054               |         |
| Nisza św. Publiusza                                             | "Sacred Heart", 2 Triq San Pupulju / Triq il-Knisja     | 36°01′56,6″N 14°15′33,9″E/36,032390 14,259410 | 01055               |         |
| Nisza św. Jana Chrzciciela                                      | Trejqet L-Għammiedi / Triq il-Knisja                    | 36°01′56,8″N 14°15′32,8″E/36,032435 14,259121 | 01056               |         |
| Kościół Matki Bożej Miłosierdzia (św. Bartłomieja) "tal-Ħniena" | Triq L-Imġarr / Triq San Bert                           | 36°01′57,1″N 14°16′04,6″E/36,032540 14,267956 | 01057               |         |
| Nisza Matki Bożej z Lourdes                                     | Triq San Bert (boczna ściana kościoła)                  | 36°01′57,1″N 14°16′04,5″E/36,032518 14,267930 | 01058               |         |
| Nisza św. Publiusza                                             | 13 Triq San Bert                                        | 36°01′56,1″N 14°15′41,9″E/36,032260 14,261650 | 01059               |         |
| Nisza św. Jana Chrzciciela                                      | 27 Triq L-Indipendenza (naprzeciw Triq Tal-Ħamrija)     | 36°02′04,3″N 14°15′37,5″E/36,034522 14,260414 | 01060               |         |
| Nisza Matki Bożej Opatrzności                                   | Triq il-Madonna Tar-Rummiena                            | 36°02′18,3″N 14°15′51,8″E/36,038404 14,264397 | 01061               |         |
| Nisza św. Józefa                                                | 22 Triq L-Indipendenza                                  | 36°02′02,2″N 14°15′37,9″E/36,033954 14,260531 | 01062               |         |
| Kościół Matki Bożej z Góry Karmel „Ta’ Hamet”                   | Triq Ta’ Hamet                                          | 36°02′25,6″N 14°15′57,1″E/36,040457 14,265862 | 01092               |         |